# Rádio Marumby
Rádio Marumby é uma emissora de rádio brasileira concessionada em Campo Largo, porém sediada em Curitiba, respectivamente cidade e capital do estado do Paraná. Opera no dials nas frequências AM 730 kHz e FM 88.5 MHz nas frequências de 6.080 kHz e também em 9515 e 11725 KHz que estão inativas atualmente. É uma emissora que transmite conteúdo evangélico.

## História
Foi inaugurada no dia 22 de dezembro de 1946, com o indicativo ZYH-8 em 1590 kHz no município de Campo Largo. Na década de 1950, fazia a cobertura esportiva dos jogos do Campeonato Paranaense e chegou a ter Dias Gomes na autoria da radionovela A Vida que a Gente Leva.
Era chamada de "A Emissora dos Esportes do Paraná" e levou a transmissão da Copa do Mundo de 1958 para Curitiba através dos alto-falantes.
Desde 1976 passou a pertencer ao político, radialista e cantor Matheus Iensen, explorando programação religiosa dedicada ao público evangélico. A emissora chegou a  atingir o quarto lugar entre as AMs de Curitiba.
A emissora conta com um canal em FM na frequência 88,5 MHz. No início dos anos 2000 até junho de 2020, a frequência retransmitia a Rede Aleluia.